# Gurjit Singh
Gurjit Singh Hans (Toronto, 9 maart 1973) is een Canadees professioneel worstelaar van Indiase afkomst die vooral bekend is van zijn tijd bij World Wrestling Federation als Tiger Ali Singh, van 1997 tot 2002.

## In het worstelen
- Finishers
  - Camel clutch
  - Neckbreaker

- Signature moves
  - Bulldog
  - Discus punch
  - Dropkick
  - Eye poke
  - Lifting DDT

- Managers
  - Babu

- Worstelaars gemanaged
  - Lo Down (D'Lo Brown en Chaz)

## Prestaties
- International Wrestling Association
  - IWA World Tag Team Championship (2 keer: met Big Ross McCollough (1x) en Pain (1x))

- World Wrestling Federation
  - Kuwait Cup (1997)